# Rhinestone
Rhinestone is een Amerikaanse musical-komedie uit 1984 geregisseerd door Bob Clark met in de hoofdrol Dolly Parton en Sylvester Stallone.

## Plot
Een countryzangeres moet een lompe taxichauffeur in een zanger veranderen om een weddenschap te winnen.

## Ontvangst
De recensies voor de film waren heel erg slecht en de film bracht maar 21 miljoen dollar op van het budget van 28 miljoen.
De film was genomineerd voor acht  Razzies maar slechtste acteur (Stallone) en slechtste originele lied.

## Rolverdeling
| Acteur             | Personage       |
| ------------------ | --------------- |
| Sylvester Stallone | Nick Martinelli |
| Dolly Parton       | Jake Farris     |
| Richard Farnsworth | Noah Farris     |
| Ron Leibman        | Freddie Ugo     |
| Tim Thomerson      | Barnett Kale    |